# Lovefield-Festival
Das Lovefield-Festival war ein Freiluft-Musikfestival an verschiedenen Orten in Norddeutschland. 

## Geschichte
Das Festival startete 1994 als Goa- und Tranceparty in Grabow, Mecklenburg-Vorpommern. Von 1998 bis 2002 fand das Lovefield in der Nähe von Elsdorf, Niedersachsen statt. Im Jahr 2002 setzte starker Regen das gesamte Festivalgelände unter Wasser, so dass die Party abgesagt werden musste. Wegen des damit verbundenen finanziellen Verlustes musste der ursprüngliche Veranstalter Freeform Records den Namen „Lovefield“ verkaufen. 
2003 übernahm der Veranstalter FKP Scorpio die Rechte an diesem Festival, der auch Hauptveranstalter des Hurricane Festivals bei Scheeßel ist (15 km von Elsdorf entfernt). Scorpio startete damit den Versuch, aus dem Lovefield ein Festival allgemein zur elektronischen Musik zu machen, und vor allem den Namen „Lovefield“ zu vermarkten. Dies war auch an der Werbekampagne zu sehen, die das Lovefield in Norddeutschland bekannt machte. 
Im August 2003 fand die Veranstaltung an drei Tagen auf dem Flugplatz zwischen Stade und Agathenburg (Niedersachsen) etwa 40 km nördlich von Elsdorf mit ca. 8000 Besuchern statt. Im Jahr 2004 konnte das Festival nicht mehr auf der Wiese in der Nähe von Elsdorf ausgetragen werden, da die zuständigen Ämter in der Kreisstadt Rotenburg das Gelände nicht mehr für derartige Aktivitäten freigaben. Somit stand der nächste Umzug an den Eichenring bei Scheeßel an.
Die Austragung der Veranstaltung auf dem Eichenring sollte sich jedoch nur als kurzes „Gastspiel“ herausstellen, da das Lovefield-Festival schon im nächsten Jahr wieder an einen anderen Ort wechselte. Ab 2005 fand das Festival mitten in Hamburg in der neu entstehenden HafenCity unter dem Namen „Lovecity Festival“ statt.